# Baydu
Baydu, también conocido como Baidu († 1295) fue el sexto gobernante del Ilkanato, estado de origen mongol en Persia. Sucedió a su primo Gaikhatu como kan en 1295.
Gaikhatu había sido asesinado por un grupo de conspiradores liderados por Taghachar, un comandante del ejército mongol, quien puso a Baydu en el poder. Este último era considerado tratable y manipulable, y bajo su gobierno el Ilkanato fue dividido entre los conspiradores.
Baidu simpatizaba mucho con los cristianos, pero se le requería que se presentara ante los demás como musulmán. Sus seguidores le presionaron para que se deshiciera de su hermano Ghazan, pero rehusó por su vínculo afectivo. Con el tiempo sus seguidores desertaron y Baydu intentó huir hacia Georgia, pero fue aprehendido cerca de Najicheván. Luego de apenas cinco meses en el poder, fue ejecutado el 8 de octubre de 1295, durante la guerra civil con su sucesor Ghazan.